# Adalgot
Blahoslavený Adalgot byl členem cisterciáckého řádu a biskupem churským. Katolickou církví je uctíván jako blahoslavený.

## Život
Narodil se kolem roku 1100 a v mládí vstoupil do cisterciáckého řádu a stal se žákem sv. Bernarda z Clairvaux. Kolem roku 1150 se stal biskupem v Churu a začal reformovat kláštery na území své diecéze. Velmi mu záleželo na svěřených věřících, pro něž mimo jiné založil špitál. Započal rovněž výstavbu nového katedrálního chrámu v diecézním městě. Zemřel v roce 1160.

## Beatifikace
Později byl beatifikován a jeho liturgická památka připadá na 3. říjen.